# پرستوی طوق‌بلوطی
پرستوی طوق‌بلوطی (نام علمی: Petrochelidon rufocollaris) نام یک گونه از سرده پرستوهای صخره است.

## نگارخانه

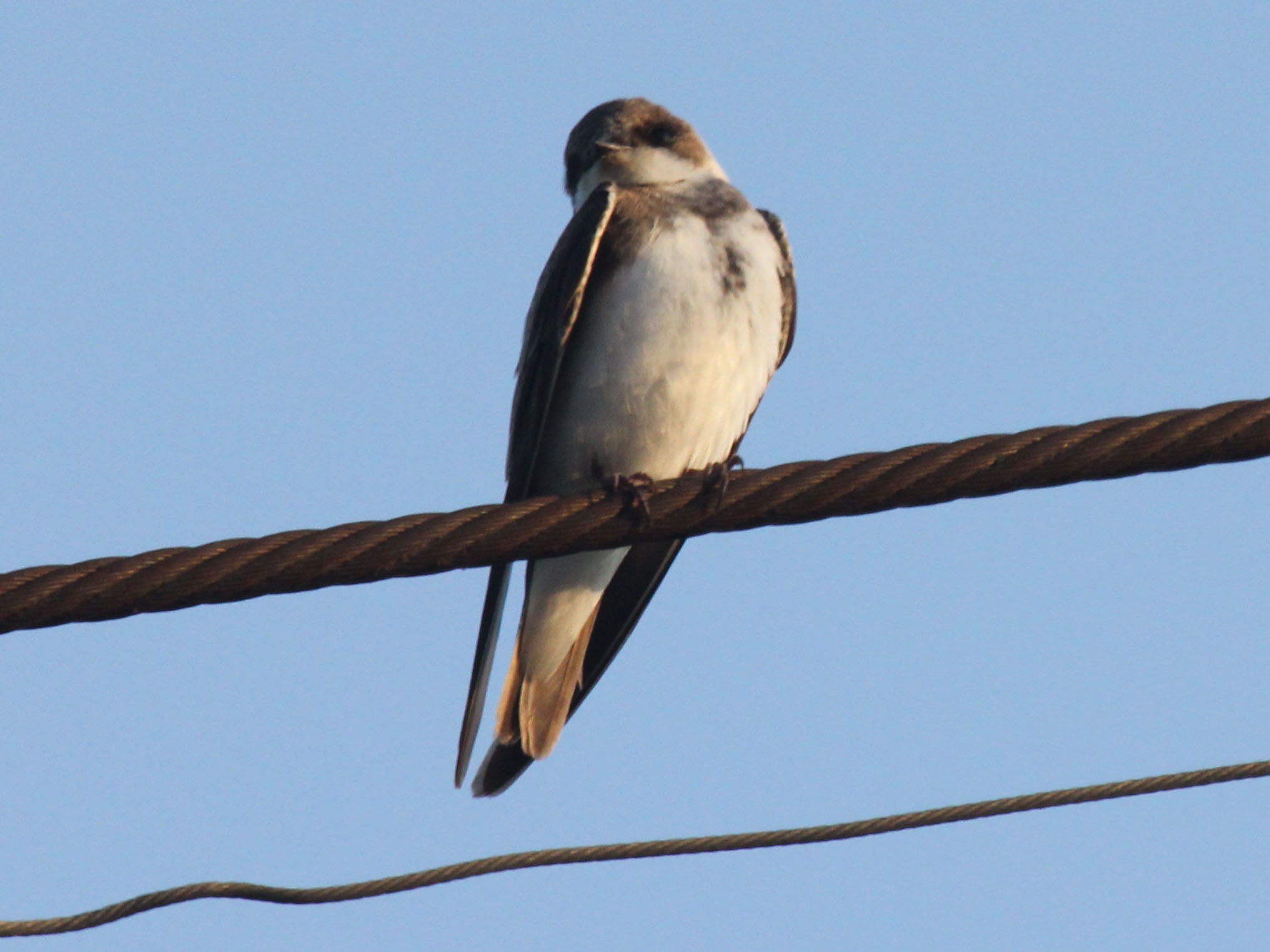